# Fokföldi nádiposzáta
A fokföldi nádiposzáta (Acrocephalus gracilirostris) a verébalakúak (Passeriformes) rendjébe, ezen belül a nádiposzátafélék (Acrocephalidae) családjába és az Acrocephalus nembe tartozó faj. 14-18 centiméter hosszú. Nigéria, Csád, Kelet-Afrika és Dél-Afrika mocsaras területein él. Rovarokkal, kis békákkal táplálkozik. Monogám, fészekalja 2-3 tojásból áll.

## Alfajok
- A. g. neglectus (Alexander, 1908) – észak-Nigéria és nyugat-Csád;
- A. g. jacksoni (Neumann, 1901) – dél-Szudántól, a Kongói Demokratikus Köztársaságig, Ugandáig és nyugat-Kenyáig;
- A. g. tsanae (Bannerman, 1937) – északnyugat-Etiópia (Tana-tó);
- A. g. parvus (G. A. Fischer & Reichenow, 1884) – délnyugat-Etiópiától Kenyáig, észak-Tanzániáig, Ruandáig és Burundiig;
- A. g. leptorhynchus (Reichenow, 1879) – kelet-Etiópiától, dél-Szomáliától és délkelet-Kenyától délkelet-Kongói Demokratikus Köztársaságig, kelet- és közép-Tanzániáig, délkelet-Zambiáig, Malawiig és észak-Zimbabwéig;
- A. g. cunenensis (E. J. O. Hartert, 1903) – délnyugat-Angolától és észak-Namíbiától észak-Botswanáig, délnyugat-Zambiáig és nyugat-Zimbabwéig;
- A. g. winterbottomi (C. M. N. White, 1947) – kelet-Angolától északnyugat-Zambiáig és délnyugat-Tanzániáig;
- A. g. gracilirostris (Hartlaub, 1864) – délkelet-Zimbabwétől és dél-Mozambiktól dél-Namíbiáig és a Dél-afrikai Köztársaságig.

## Fordítás
- Ez a szócikk részben vagy egészben  a   Lesser swamp warbler című angol Wikipédia-szócikk fordításán alapul.  Az eredeti cikk szerkesztőit annak laptörténete sorolja fel. Ez a jelzés csupán a megfogalmazás eredetét és a szerzői jogokat jelzi, nem szolgál a cikkben szereplő információk forrásmegjelöléseként.